# تپه کانی سلیمان
تپه کانی سلیمان مربوط به هزاره اول قبل از میلاد است و در شهرستان تکاب، بخش تخت سلیمان، دهستان ساروق، روستای باش برات واقع شده و این اثر در تاریخ ۷ اسفند ۱۳۸۵ با شمارهٔ ثبت ۱۶۸۰۰ به‌عنوان یکی از آثار ملی ایران به ثبت رسیده است.